# Dloužení vláken
Dloužení vláken (angl.: filament drawing, něm.: Verstrecken) je způsob mechanické úpravy polymerních vláken, kterým se vlákna ztenčují a několikanásobně prodlužují. 
Dloužením se usměrňují řetězce molekul (s orientací cca 33 %) do polohy rovnoběžné s osou vlákna(na 80-90%), přilnavost molekul a pevnost vlákna se podstatně zvyšují, zatímco tažnost vlákna se snižuje.

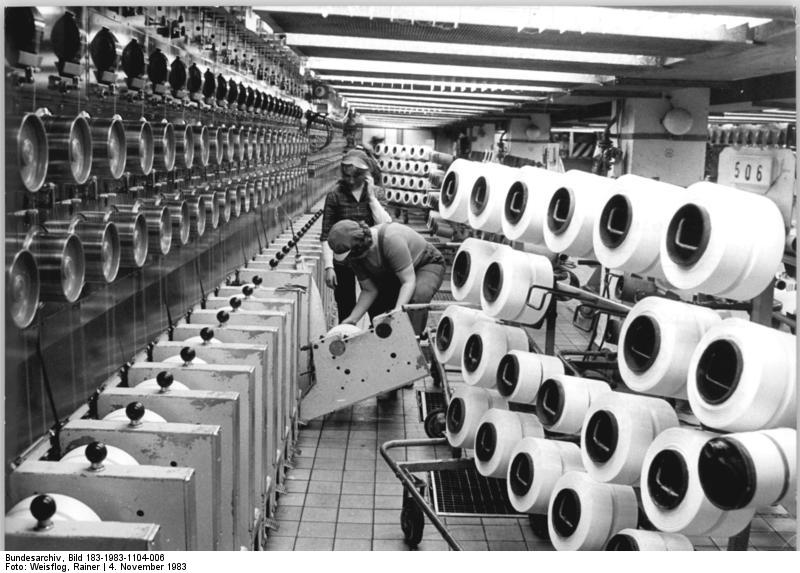
Soukací stroj s dloužicími galetami (v bývalé NDR v 80. letech 20. století)

Dloužení je zpravidla zařazeno přímo do procesu výroby vláken, kde se provádí bezprostředně po průchodu materiálu zvlákňovací tryskou. Vlákna z jedné trysky jsou společně vedena přes dloužicí válce (tzv. galety, na snímku soukacího stroje vpravo), které mohou být pro některé druhy materiálu vyhřívány. Zařízení sestává ze dvou nebo více galet, každá následující se zvýšenou obvodovou rychlostí, rozdíl vstupní a výstupní rychlosti může dosáhnout až dvacetinásobku. Dloužená vlákna se pak navíjejí jednotlivě na cívky.  
Intenzita dloužení je závislá na rychlosti odvádění materiálu od zvlákňovací trysky a na rozdílu obvodových rychlostí dloužicích válců. Dloužení může probíhat také ve dvou fázích (předorientace / dodloužení), dodloužení se dá spojit se soukáním, skaním nebo s převíjením osnovy.
Různé stupně dloužení jsou označovány zkratkou, ve které je způsob úpravy následovně definován: 
| Odtahová rychlost m/min | Mechanické dodloužení m/min | Zkratka stupně dloužení | Popis stupně dloužení (anglicky) | Popis stupně dloužení v češtině                 |
| 10 - 100                | 30 - 300                    | LLOY                    | (double) low oriented yarn       | nedloužené polymery mechanicky mírně dodloužené |
| 300 -2000               | ----                        | LOY                     | low oriented yarn                | předorientované polymery mechanicky nedloužené  |
| 300 -2000               | 1000 - 3500                 | RDY                     | ready yarn                       | předorientované polymery mechanicky dodloužené  |
| 1700 -2800              | ----                        | MOY                     | middle oriented yarn             | mírně předorientované polymery                  |
| 3000 -6000              | ----                        | POY                     | partially oriented yarn          | částečně dloužené polymery                      |
| 4500                    | ----                        | HOY                     | high oriented yarn               | silně dloužené polymery                         |
| 5000 - 8000             | ----                        | FOY                     | fully oriented yarn              | úplně dloužené polymery                         |
| 10 - 8000               | zvláštní dloužicí poměr     | ROY                     | ready oriented yarn              | dloužené polymery mechanicky dodloužené         |

Zvýšení pevnosti vláken dloužením je závislé na druhu materiálu a dalších faktorech (např. u polyesteru se dosahuje cca pětinásobek původní pevnosti, u polyamidu podstatně méně. 
Při tzv. rychlostním zvlákňování z taveniny může orientace molekul dosáhnout i bez dloužení stupeň POY nebo i FOY, takže se filamenty jen dodlouží až v textilní výrobě zároveň s tvarováním nebo s jiným způsobem zpracování. 